# Ganjaman

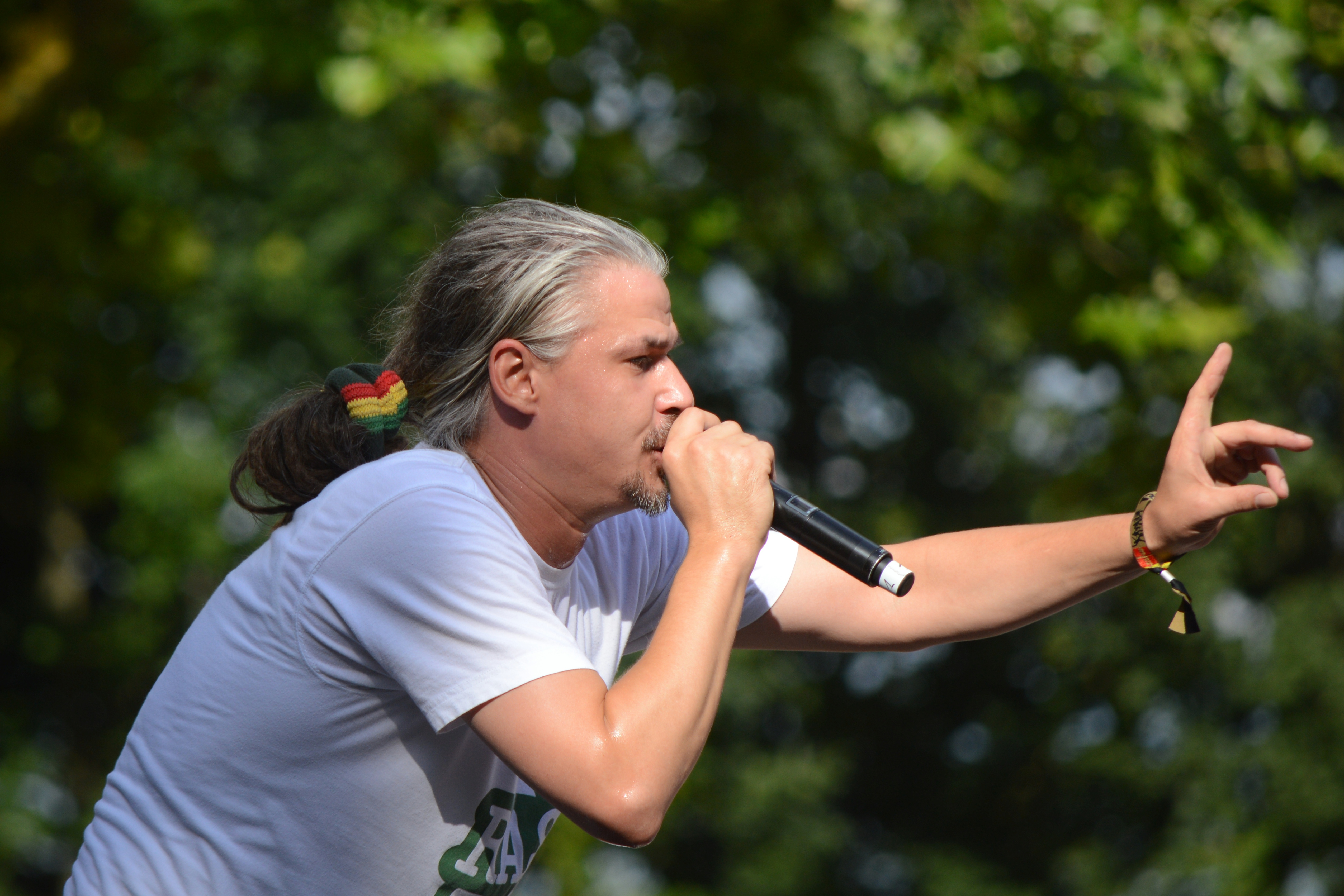
Ganjaman auf dem Ruhr Reggae Summer 2013

Ganjaman (eigentl. Stefan Schleikmann, * 1975) ist ein deutschsprachiger Reggae- und Dancehall-Künstler. Er lebt in Berlin-Buckow.

## Leben
Ganjaman wuchs in Berlin in einem besetzten Haus auf. Mitte der 1990er Jahre war er Teil des eurodance Projekts SLAM. Er ist nicht nur Sänger, sondern auch als Produzent, DJ und Moderator in der Reggae-Szene aktiv. 2002 erschien sein Debütalbum bei MK ZWO Records. 2009 hatte er seine erste Headliner-Tournee. Es folgten immer wieder Festival-Auftritte mit Liveband. Seine Texte haben häufiger system- oder sozialkritische Inhalte.

## Diskografie
- 2002: Resonanz (mit Junior Randy)
- 2003: Die Brandstifter (Kompilation)
- 2008: Das gleiche alte Lied
- 2012: Jetzt
- 2016: Sinnphonie